# Palle Rosenkrantz Prisen
Palle Rosenkrantz-prisen er en årlig pris for den bedste kriminalroman udgivet på dansk.
Prisen uddeles af Det Danske Kriminalakademi. Fra 1987-90 skete valget ved afstemning mellem alle interesserede om de nominerede bøger. Fra 1991 udpeger en jury vinderen. Prisen var i 2007 på 7.500 kroner.
Prisen er opkaldt efter Palle Rosenkrantz (1867-1941), der, på trods af eksistensen af tidligere danske eksempler på genren, almindeligvis anses for den første danske kriminalforfatter.

## Prisvindere
Årstallene i listen referer til året hvor prisen blev tildelt vinderen.
- 1987 – Fredrik Skagen, for Viktor! Viktor!
- 1988 – P.D. James, for Indviet til mord (A Taste of Death)
- 1989 – Leif Davidsen, for Den russiske sangerinde
- 1990 – Erik Amdrup, for Renters rente
- 1991 – Gunnar Staalesen, for Faldne engler (Falne engler)
- 1992 – John le Carré, for Den hemmelige pilgrim (The Secret Pilgrim)
- 1993 – Peter Høeg, for Frøken Smillas fornemmelse for sne
- 1994 – Ruth Rendell, for Som fuglen i krokodillens gab (The Crocodile Bird) og Kong Salomons tæppe (King Salomon’s Carpet, original under pseudonym Barbara Vine)
- 1995 – Arturo Pérez-Reverte – Dumas-Klubben eller I Richelieus skygge (El club Dumas)
- 1996 – Colin Dexter, for Vejen gennem skovene (The way through the woods)
- 1997 – Reginald Hill, for Regnskabets dag (Pictures of perfection)
- 1998 – Caleb Carr, for Sindssygelægen (The Alienist)
- 1999 – Kim Småge, for En kernesund død (En kjernesunn død)
- 2000 – Donna Leon, for Mord i fremmed land (Death in a strange country)
- 2001 – Ian Rankin, for Fortids synder (Black & blue)
- 2002 – Minette Walters, for Syreparken (Acid row)
- 2003 – Carol O'Connell, for Judasbarnet (Judas child)
- 2004 – Arne Dahl, for Europa blues (Europa Blues)
- 2005 – Henning Mortensen, for Den femte årstid
- 2006 – Peter Robinson, for Kold er graven (Cold is the Grave)
- 2007 – Håkan Nesser, for Skyggerne og regnen (Skuggorna och regnet)
- 2008 – Karin Alvtegen, for Skygger
- 2009 – Don Winslow, for Frankie Machines sidste vinter
- 2010 – Jo Nesbø, for Panserhjerte
- 2011 – Jean-Christophe Grangé for Forbarm dig
- 2012 – Leif G.W. Persson for Den døende detektiv
- 2013 – James Ellroy for Den røde gudinde
- 2014 – Philip Kerr for En mand uden åndedræt
- 2015 – Håkan Nesser for Levende og døde i Winsford
- 2016 – Gard Sveen for Den sidste pilgrim
- 2017 – Yrsa Sigurdardottir for DNA
- 2018 − Michelle Richmond for Til døden os skiller
- 2019 − Michael Connelly for To slags sandhed
- 2020 − Magnus Montelius for Otte måneder
- 2021 − Mick Herron for Døde løver

### Palle Rosenkrantz' Ærespris
- 2003 – Anders Bodelsen for sit samlede forfatterskab